# Karol Geier
Karol Geier (ur. 11 listopada 1889 w Brodach, zm. 12 marca 1983 w Krakowie) − żołnierz armii rosyjskiej, wachmistrz kawalerii Wojska Polskiego i chorąży Polskich Sił Zbrojnych, kawaler Orderu Virtuti Militari.

## Życiorys
Był synem Mateusza i Teofili. Pracował jako felczer. W latach 1914−1918 zmobilizowany do armii rosyjskiej, gdzie awansował do stopnia podoficera. Pod koniec 1918 ochotnik w odrodzonym Wojsku Polskim, został przydzielony do 8 pułku ułanów. W jego szeregach w stopniu wachmistrza walczył podczas wojny polsko-bolszewickiej. 
„Szczególnie odznaczył się podczas bitwy pod Komarowem, za udział w szarży otrzymał Order Virtuti Militari”.
Po zakończeniu wojny pozostał w wojsku jako podoficer sanitarny pułku stacjonującego w Krakowie. 
Podczas kampanii wrześniowej 1939 nadal w składzie 8 pułku brał udział w wojnie obronnej, m.in. w bitwie pod Tomaszowem, po której dostał się do niewoli niemieckiej. Został osadzony w oflagu Murnau.
Po zwolnieniu przedostał się do Francji, gdzie walczył w ruchu oporu, a następnie do Anglii. W 1942 wstąpił do 1 Dywizji Pancernej. Po wojnie wrócił do Polski w styczniu 1948 i następnie pracował do emerytury w Zakładach Farmaceutycznych i PCK w Krakowie. Zmarł w Krakowie i tam też został pochowany.
Był żonaty ze Stefanią z domu Zdziechowska. Mieli córkę Zofię.

## Ordery i odznaczenia
- Krzyż Srebrny Orderu Wojskowego Virtuti Militari nr 5070[1][2]
- Medal Niepodległości[1]
- Krzyż Walecznych – dwukrotnie[1]
- Medal Wojska[1]
- Krzyż Wojenny (Francja)[1]
- Medal Wojny 1939–1945[1]